# Peter Pan (1953)
Peter Pan, ursprünglich unter dem Titel Peter Pans heitere Abenteuer veröffentlicht, ist der 14. abendfüllende Zeichentrickfilm der Walt Disney Studios und erschien im Jahr 1953. Er bezieht sich auf die Geschichten des Peter Pan von James M. Barrie.
2002 erschien die Fortsetzung Peter Pan: Neue Abenteuer in Nimmerland. 2023 wurde unter dem Titel Peter Pan & Wendy eine Realverfilmung von Peter Pan veröffentlicht.

## Handlung
Auf der Suche nach seinen Manschettenknöpfen gerät der aufbrausende Familienvater George Darling in allerlei missliche Situationen, als deren gemeinsame Ursache er letztendlich die Geschichten von Peter Pan ausmacht, die die älteste Tochter Wendy ihren beiden Brüdern erzählt hat. Entnervt kündigt Vater Darling Wendys letzte Nacht im Kinderzimmer an und verbietet den Kindern Peter Pan. Als die Eltern des Abends zum Dinner ausgehen, überrascht Peter Pan die Darling-Kinder in der Nacht auf der Suche nach seinem Schatten. Um Wendy vor dem Erwachsenwerden zu schützen, lädt er alle drei ein, mit ihm nach Nimmerland zu kommen. Mittels des Feenstaubs der Fee Naseweis (Tinkerbell), die nicht begeistert davon ist, dass Peter nun nicht mehr nur Augen für sie hat, fliegen Wendy, Klaus (John) und Michael über das nächtliche London nach Nimmerland. Dort angekommen, werden sie vom Kanonendonner des Piratenschiffs von Kapitän Hook empfangen. Während die Darling-Kinder auf der Flucht sind, alarmiert die eifersüchtige Fee Naseweis die „verwunschenen Kinder“ und gibt ihnen im Namen Peters den Auftrag, Wendy zu töten, was Peter Pan im letzten Moment zu verhindern weiß. Er verbannt die Sternenfee.
Während Wendy und Peter Pan sich zur Meermädchenlagune aufmachen, werden die verlorenen Kinder, Klaus und Michael von Indianern entführt, die den Raub der Indianerprinzessin Tigerlily rächen wollen. Diese ist von keinem Geringeren als Hook geraubt worden, der das Versteck Peter Pans von ihr erfahren will und damit droht, sie ansonsten bei Flut im Schädelfelsen ertrinken zu lassen.
Auch dort kann Peter Pan rettend eingreifen, worauf er auf einem Indianerfest zum Ehrenindianer ernannt wird und mit Tigerlily tanzt. Wendy wird darauf sehr eifersüchtig und möchte mit ihren Brüdern wieder nach Hause.
In der Zwischenzeit hat Kapitän Hook das Versteck Pans von der Sternenfee erfahren, die er gefangen hält. Er entführt die Kinder und versenkt eine tickende Zeitbombe im Schacht von Peter Pans Versteck. Dieser überlebt die Explosion durch die rechtzeitige Warnung der entflohenen Fee und gewinnt in einem letzten Kampf gegen Kapitän Hook und die Piraten. Wendy und ihre Brüder kommen wieder nach Hause.
Wendy schläft am offenen Fenster, als ihre Eltern wieder nach Hause kommen. Gemeinsam schauen sie aus dem Fenster, wo Peter Pan mit dem fliegenden Schiff noch zu sehen ist. Vater Darling sieht ein, zu früh gehandelt zu haben und lässt Wendy noch Kind bleiben.

## Produktionsgeschichte
Schon seit 1935 hatte Disney versucht, die Rechte für Barries Schauspiel Peter Pan or the boy who wouldn’t grow up vom Londoner Kinderkrankenhaus Great Ormond Street Hospital zu erwerben. Sein Studio begann mit der Entwicklung des Drehbuchs und des Charakterdesign in den frühen 1940ern. Es war beabsichtigt, Peter Pan als Nachfolger von Bambi in die Kinos zu bringen, aber der Zweite Weltkrieg und die damit verbundenen finanziellen Engpässe verhinderten zunächst eine Realisierung.
Wie auch bei Pinocchio gab es große Unterschiede zwischen den anfänglichen Entwürfen der Charaktere in den 1940er Jahren und den realisierten Ergebnissen: Ursprünglich war die Geschichte sehr viel finsterer und hatte ein dunkleres Ende. So plante man, die Fee Naseweis/Tinkerbell bei der Explosion von Hooks Bombe sterben zu lassen – im Original wird sie vergiftet. Peter Pan sollte aus Trauer darüber ein Lied singen, was man aber aus Rücksicht auf das jüngere Publikum wieder rückgängig machte. Allerdings erinnert noch eine Sequenz nach der Explosion daran, in der Peter die Sternenfee ruft und ein schwaches Glimmen den Ort anzeigt, an dem Naseweis/Tinkerbell verschüttet liegt. Danach taucht sie ohne Erklärung in der Finalszene wieder auf.
Der Zeichentrickfilm bot die Möglichkeit, Handlungsträger und Elemente realistischer darzustellen als die Bühne es konnte. So erschienen das Krokodil, der Hund Nana und die Elfe Tinkerbell zum ersten Mal in Gestalt (auf dem Theater war der Hund durch einen Komparsen beweglich geworden, die Anwesenheit der Fee konnte man nur durch bloße Lichtwechsel erahnen und das nahende Krokodil war durch ein Ticken hinter der Szene verdeutlicht worden). Auch mit der gängigen Bühnenpraxis, die Hauptrolle mit einer jungen Frau zu besetzen, wurde gebrochen und Peter Pan erstmals als männliche Person realisiert.
Jedoch behielt man in der englischen Dialogfassung die Eigenart bei, Mr. Darling und Kapitän Hook vom selben Schauspieler sprechen zu lassen.
Verantwortlich als Chefzeichner, die nach dem Farb- und Konzeptdesign von Mary Blair arbeiteten, waren: Milt Kahl, Frank Thomas (Captain Hook), Wolfgang Reitherman (Krokodil), Ward Kimball (Indianerhäuptling), Ollie Johnston (Mr. Smee), Marc Davis (Tinker Bell), Eric Larson, John Lounsbery (George Darling), Les Clark, Norman Ferguson.

## Synchronisation
Die deutsche Synchronfassung entstand bei der RKO Synchron Abteilung, Berlin. Christine Lembach schrieb die Liedtexte.
| Rolle                    | Originalsprecher | Deutscher Sprecher     |
| ------------------------ | ---------------- | ---------------------- |
| Peter Pan                | Bobby Driscoll   | Ernst Jacobi           |
| Wendy                    | Kathryn Beaumont | Renate Kanthack        |
| Klaus (John)             | Paul Collins     | Bernd Bonkowski        |
| Michael                  | Tommy Luske      | Ulrich Gressieker      |
| Kapitän Hook             | Hans Conried     | Eduard Wandrey         |
| George Darling           | Hans Conried     | Kurt Vespermann        |
| Smee                     | Bill Thompson    | Erich Kestin           |
| Maria Darling            | Heather Angel    | Charlotte Radspieler   |
| Indianerhäuptling        | Candy Candido    | Werner Lieven          |
| Dicke Indianerin (Squaw) | June Foray       | Erna Haffner           |
| Erzähler                 | Tom Conway       | Ernst-Wilhelm Borchert |

## Kritiken
„Bis heute ist ‚Peter Pan‘ einer der erfolgreichsten Filme des Disney-Studios und die wohl gelungenste Adaption des märchenhaften Stoffes, den Steven Spielberg mit ‚Hook‘ erneut aufgriff. Gelungen sind vor allem die Auftritte des von Hook so gefürchteten Krokodils; künstlerische Höhepunkte bietet der routiniert inszenierte Film indes nicht.“

## Hintergründe
- In der Originalnovelle von 1911 ist Nana ein Landseer, kein Bernhardiner wie im Film.
- Der Film markiert zweimal einen Endpunkt in der Disneygeschichte: Zum einen war es der letzte, bei dem alle Mitglieder der Nine Old Men als Chefzeichner zusammenarbeiteten, zum anderen war es der letzte, der durch die Hollywood-Firma RKO in den Verleih genommen wurde, bevor Disney seinen eigenen Verleih Buena Vista gründete.
- Entsprechend ist es auch der letzte abendfüllende Disneyfilm, dessen deutsche Fassung in den Studios der RKO Berlin in der Synchronisationsabteilung Berlin-Lankwitz erstellt wurde. Charakteristisch für diese Produktionen ist der hohe Anteil an deutschen Schauspielern der Vorkriegszeit oder der 1940er Jahre. Heute ist Peter Pan in der deutschen Fassung der Film mit der unbefriedigendsten Tonqualität, dafür aber einer der wenigen, die auch auf DVD in der Original-(Erst-)synchronisation vorliegen.
- Einige Lieder, die für Alice im Wunderland bestimmt waren, fanden Eingang in die Filmmusik zu Peter Pan. So zum Beispiel der Haupttitel während der Eröffnungssequenz „The second star to the right“.
- Das Lied Never Smile at a crocodile wird zwar nirgends im Film gesungen, erscheint aber immer wieder leitmotivartig im Orchester in den Fagotten, sobald das Krokodil aus dem Wasser auftaucht.
- Kathryn Beaumont wurde zum zweiten Mal nach der Alice als Stimme für Wendy engagiert, da ihr Talent die Zeichner besonders inspiriert hatte.
- Der Disney-Kinderstar Bobby Driscoll erntete mit dem Modellstehen und dem Sprechen der Hauptrolle des Peter Pan seinen letzten großen Erfolg, bevor sein künstlerischer Abstieg und seine menschliche Tragödie einsetzte.
- Trotz Bezug auf James M. Barrie als Autor ist dies die einzige bekanntere Filmversion von Peter Pan, in der keine Originaldialoge aus dem Schauspiel verwendet werden, mit Ausnahme der Szene, in der Hook Smee erzählt, warum das Krokodil ihn stets verfolgt. Sowohl die Musicalbearbeitungen als auch der Stummfilm von 1924 greifen auf Originaldialoge des Schauspiels zurück.
- Basierend auf dem Film entstand in Disneyland eine Attraktion mit dem Titel Peter Pan’s Flight, die sich auch Jahrzehnte nach ihrer Eröffnung nach wie vor ungebrochener, hoher Beliebtheit erfreut und in fast allen Disney-Parks kopiert wurde.

## Veröffentlichungen
Kino
- USA – 5. Februar 1953
- Deutschland – 22. Dezember 1953
- Österreich – 3. Dezember 1954

DVD / BD
- Peter Pan. Special Collection. Walt Disney Home Entertainment 2002
- Peter Pan. 2-Disc Platinum Edition. Walt Disney Home Entertainment 2007
- Peter Pan – Special Edition. (BD). Walt Disney Studios Home Entertainment, 2012.
- Peter Pan – Special Edition. Special Collection. (DVD). Walt Disney Studios Home Entertainment, 2012.

Soundtrack
- Oliver Wallace, Sammy Cahn, Frank Churchill, Sammy Fain, Jack Lawrence, Edward H. Plumb, Ted Sears: Walt Disney’s Peter Pan. Classic Soundtrack Series. Walt Disney Records, Burbank 1998, Tonträger-Nr. 60958-7 – digital restaurierte Originalaufnahme der Filmmusik.
- Oliver Wallace, Sammy Cahn, Frank Churchill, Sammy Fain, Jack Lawrence, Edward H. Plumb, Ted Sears, Christine Lembach: Disney’s Peter Pan. Deutscher Original Film-Soundtrack. Walt Disney Records 2002, Tonträger-Nr. 0927-44363-2 – digital restaurierte deutsche Originalaufnahme der Filmmusik.